# Felip Pere de Borbó
Felip Pere de Borbó i de Savoia (Madrid, 7 de juny de 1712–ídem, 30 de desembre de 1719) va ser un infant d'Espanya mort prematurament.

## Biografia
Va ser el tercer dels fills de Felip V d'Espanya i de la seva primera muller Maria Lluïsa de Savoia, després del naixement del primogènit Lluís Felip (1707) i Felip Lluís (1709), mort també prematurament al cap de pocs dies de néixer.
Ja abans del seu naixement, per evitar qualsevol tipus de problema amb l'embaràs, en remembrança de la mort de l'infant Felip el 1709, es va fer portar per part de l'abat del monestir de Silos va portar el bàcul relíquia de Domènec de Silos i el va presentar a la reina. Felip Pere va néixer a Madrid el 7 de juny de 1712, i des del moment en què neix la seva criança va ser complicada, perquè per a la seva lactància van ser necessàries fins a vuit dides manxegues.

### Mort
Finalment, l'infant va morir amb set anys el 30 de desembre de 1719, el seu cos va ser conduït al Reial Monestir de San Lorenzo de El Escorial el mes de gener de 1720. El rei Felip V va ordenar posar la següent inscripció en llatí com a epitafi: «Raptus est ne malitia mutaret intellectum ejus».